# Ricardo Zabalza
Ricardo Zabalza Elorga (Errazu, Baztán, Navarra, 29 de enero de 1898 - Madrid, 24 de febrero de 1940) fue un político y sindicalista socialista español. Principal dirigente de la Federación Nacional de Trabajadores de la Tierra y afecto al ala caballerista del socialismo español, fue apresado al final de la guerra civil, juzgado el 2 de febrero de 1940 y fusilado al amanecer del 24 del mismo mes en las tapias del cementerio del Este en Madrid.

## Biografía
Hijo del médico Lázaro Zabalza y Marcelina Elorga, nació el 29 de enero de 1898. Su infancia la pasó en varios pueblos según el trabajo de su padre, Errazu, Aoiz, Funes... y finalmente Burgui. Tras estudiar Magisterio emigró a Argentina cuando tenía 15 años donde desempeñó diversos trabajos, como estibador en el puerto de Buenos Aires, y ejerció de maestro en escuelas rurales.
Regresó a España en 1930, y tras residir inicialmente en Jaca, donde vivían sus hermanos, se trasladó a Pamplona. Ya proclamada la Segunda República tuvo cargos de responsabilidad en la Federación Socialista de Navarra del PSOE y en la Federación Provincial de Sociedades Obreras de la UGT, siendo vicepresidente de la primera y secretario de la segunda. Posteriormente, en marzo de 1933, fue elegido Secretario Provincial de la Federación Nacional de Trabajadores de la Tierra (FNTT).
Fue candidato por Navarra en las elecciones a Cortes de noviembre de 1933 por el Partido Socialista Obrero Español (PSOE) de Navarra. Aunque fue el candidato socialista más votado, no obtuvo acta de diputado (las siete fueron para el Bloque de Derechas). Fue llevado a los tribunales por un artículo que escribió en ¡¡Trabajadores!! (de la UGT) que se consideró injurioso al Presidente de la República e incitaba la revolución.
Perteneciente al ala caballerista del socialismo que obtuvo la mayoría en el congreso de febrero de 1934, sustituyó al besteirista Lucio Martínez Gil como Secretario General de la FNTT. A los pocos meses, coordinó la huelga general en el campo que comenzó el 5 de junio de aquel año, y que fracasó. También participó en sus preparativos de la revolución de octubre de 1934. Por ello ingresó en enero de 1935 en la cárcel Modelo de Madrid, saliendo meses después.
Dado su cargo al frente de FNTT, viajó por Andalucía y Extremadura, por lo que en las Elecciones generales españolas de 1936 se presentó por el Frente Popular como candidato por Badajoz, consiguiendo el acta de Diputado. Como diputado intervino activamente en el debate del proyecto de ley sobre rescate de tierras comunales.
Al inició de la Guerra Civil se encontraba en Madrid, y participó el 20 de julio en el asalto al Cuartel de la Montaña. Posteriormente se trasladó a Badajoz donde organizó el batallón de campesinos Pedro Rubio. A finales de octubre de 1936, la presidencia del Comité Ejecutivo Popular de Valencia pasó a sus manos, reemplazando a Ernesto Arín. Nombrado por el Gobierno de Largo Caballero gobernador civil de Valencia previamente al traslado del gobierno republicano a ella en noviembre de 1936, aunque no duró mucho en este cargo. Posteriormente impulsó la organización de cooperativas agrícolas dando origen a la Unión Central de Cooperativas Agrícolas y fundando la revista Colectivismo.
Portavoz del sector caballerista que se oponía a la Ejecutiva que presidía el prietista Ramón González Peña, colaboró en las negociaciones que pusieron remedio esta división en la cúpula de la UGT realizadas en Valencia, en enero de 1938. 
Finalmente se fue distanciando hasta oponerse a las directrices del Gobierno de Juan Negrín apoyando la sublevación del coronel Segismundo Casado. En marzo de 1939 trabajó intensamente para organizar la evacuación de militantes socialistas y de sus familias en Alicante donde fue detenido cuando llegaron las tropas italianas. Fue internado en el campo de concentración de Los Almendros y, posteriormente, en el campo de concentración de Albatera. Es trasladado a la cárcel de Orihuela desde el campo de concentración de Albatera el 14 de abril de 1939 y el 15 de junio es enviado a Madrid, a la cárcel de Porlier, en la denominada expedición de los 101, compuesta por dirigentes políticos y sindicales y personas notorias del bando republicano capturados en el puerto de Alicante, sin haber logrado huir de España. 
En la madrugada del 24 de febrero de 1940 moría fusilado en las tapias del cementerio del Este en Madrid, junto con Leandro García Martínez, teniente de la República, José Gómez Osorio, socialista, y José Serrano Batanero, republicano. Poco antes de ser ejecutado pudo escribirles a sus padres:

Cuando leáis estas líneas ya no seré más que un recuerdo. Hombres que se dicen cristianos lo han querido así... Vosotros en vuestra sencillez religiosa no os explicaríais cómo un hombre que ningún crimen cometió y sobre el que no existe tampoco acusación de hecho vergonzoso alguno, pueda sufrir la muerte que le espera.